# 모리 아리노리
모리 아리노리(일본어: 森 有礼, 1847년 8월 23일 ~ 1889년 2월 12일)는 사쓰마 번사, 일본의 정치인, 외교관으로 초대 미국공사를 지냈다. 영국유학을 마치고 귀국하여 판사로 관료생활을 시작하였다. 청나라 대사, 외무부차관, 영국공사를 거친후 1885년에 초대 문부대신이 되어 일본 근대 교육 제도의 기반을 닦았다. 그의 교육관은 국가 번영에 최종목표를 둔 국가주의 교육이었다. 여성교육에도 큰 관심을 가졌는데 ‘똑똑하고 좋은 어머니가 되기 위한 여성 교육’의 필요성을 강조하며, 일본의 장래를 책임질 인재육성을 위해서는 교양있는 어머니가 자녀를 양육해야 한다고 주장하였다.
축첩의 폐습을 비판하며 일부일처제, 남녀평등, 부부 대등을 주장했다. 결혼에는 권리와 의무가 따르며, 부부란 이를 서로 지켜야만 하는 계약관계라는 의견을 내비쳤다. 이를 직접 실천에 옮겼는데 막말의 가신 히로세 히데오의 장녀인 히로세 쓰네와 서양식 ‘계약결혼’을 치렀다. 후쿠자와 유키치가 사회를 본 그의 결혼식은 일본의 전통적인 혼례식을 파괴한 파격적인 결혼식이었기에 당시 언론에 '신식부부의 탄생'이라는 제목으로 대서특필 되었고 세간에 큰 화제가 되었다.
한자 투성이의 일본어를 폐지하고 영어를 국어로 쓰자는 과격한 교육개혁을 주장하기도 했다. 일본문자는 일본 본래의 독창적인 것이 아니라 한자에서 따온것이 많고 한자사용의 번거러움이 있으므로 어차피 외래문자를 차용하여 쓸바에는 단순한 알파벳을 사용하고 국제어인 영어를 국어로 사용하자는 것이 그의 주장의 요지였다.

## 생애
사쓰마국 가고시마성하 가스가쇼지 정에서 사쓰마 번사 모리 기에몬 아리히로의 5남으로 태어났다. 위로 4형제가 모두 죽자 가문의 대를 이었다. 그의 어린시절의 일본은 개국(1853), 미일수호통상조약(1858), 메이지 유신(1868) 등으로 매우 혼란스러웠다. 그의 출신지인 사쓰마 번은 나마무기 사건(1862)으로 촉발된 영국과의 사쓰에이 전쟁에 패한 이후 양이(攘夷)가 불가함을 깨닫고 적극적으로 서양문물을 받아들이고 배우려는 움직임이 발생하였다. 이런 분위기에 따라 모리는 1864년에 사쓰마 번립 양학교 가이세죠(開成所)에 양학 전수생으로 입학하여 서양학문을 공부했다.
1865년에 영국 유학생에 선발되어 고다이 도모아쓰와 함께 영국으로 유학을 갔다. 그는 법문학부에서 서양의 여러 학문을 배우는 한편, 1866년 여름 러시아를 여행하면서 국제 감각을 키웠다. 1867년에는 영국인 로렌스 오리펀트의 권유로 미국으로 건너갔다가 다음해 6월에 귀국하여 권리판사에 임명되면서 관료생활을 시작했다.
1869년 정부에 6건의 개혁안을 건의했는데, 그중 무사는 대도(帯刀)를 버리고 법으로써 나라를 지켜야만 한다는 ‘폐도안(廢刀案)’은 큰 파문을 일으켰다. 파문이 일자 사직을 하고 고향 가고시마(구 사쓰마 번)로 돌아가서 영어 학습소를 열고 제자들을 교육했다. 1870년 9월에 신정부에 다시 임용되고 10월에는 주미변무공사(駐米弁務公使)에 임명되어 미국으로 건너간다.
1872년부터 1873년까지 미국의 초대 공사를 지냈는데, 그 기간 동안 미국의 교육제도나 사회제도에 많은 관심을 갖았다. 일본에 돌아와서는 일본 최초의 근대적 지성인 협회인 메이로쿠사를 조직하였다. 메이지 계몽운동의 일원으로 교육의 자유, 종교로부터 독립된 교육, 여성평등, 국제공법을 주장하였고, 일본어를 버리고 영어를 배울 것을 주장하였으며 '영어 국어화'론의 원조자로 알려져 있다. 1875년에 지금의 히토츠바시 대학 (도쿄상업대학)의 전신이자 일본 최초의 상업대학 (비즈니스 스쿨)인  상업강습소를 설립하였다. 그 후에 청나라의 대사로 근무하였고, 외무부차관, 영국공사를 지냈다.
1876년 1월 24일 일본의 주화공사(駐華公使)였던 모리 아리노리는 당시 직례총독 겸 북양대신인 이홍장(李鴻章)을 만나서 조선 문제에 관한 회담을 하였다. 회담이 진행됨에 따라 일본의 메이지 유신에 관한 화제가 나왔는데 서로 상대를 날카롭게 공격하는 논쟁이 있었다. 모리 아리노리가 “서양의 학문은 아주 유용한데 중국의 학문은 7할이 구식이라 3할밖에 취할 바가 없다”고 하자 이홍장은 “귀국의 거사(메이지 유신)은 아주 잘한 일이라고 생각되나 이전의 의복을 버리고 서양식을 모방하는 일은 이해하지 못하겠다”고 일본 의복의 서구화를 언급했다. 이에 모리 아리노리는 “옛날 의복은 넓고 편해서 무사안일한 사람에게 적당하지 근면한 사람에게는 맞지 않는다. 천년전 우리 조상이 중국의 의복이 가진 우수한 점을 보고 받아들였다면 현재는 서양의 장점을 보고 배운 것”이라고 반박했다. 이홍장은 “옛 의복을 버리고 서양식을 따르는 것은 독립정신을 포기하고 서구의 지배를 받는 것”이라고 공격하자 모리 아리노리는 “외압이 아니라 우리가 스스로 결정한 것”이라고 일축했다.
1884년에 영국공사의 임무를 마치고 귀국하여 참사원의원 및 문부성 업무담당자 되었다. 이듬해 12월에 제1차 이토 내각에 초대 문부대신으로 취임한  모리 아리노리는 교육제도 전반에 대한 전면적인 개혁에 착수하여 1886년 3월, 제학교령(諸學校令)을 공포하였다. 모리 아리노리 교육관은 국가의 번영에 최종목표를 둔 국가주의적 교육이었다. 이를 실현하기 위해서 간단하고 쉬운 교과서 편찬, 체조 연병 수업, 지역주민 교육, 사범학교 교육에 군대식 교육 도입, 소학교, 중학교에서 ‘군대식 체조’ 실시, 전국의 17세부터 27세의 남자에게 조련(調練)수업을 받도록 하여 호국 정신을 배양을 강조하였다. 모리 아리노리는 여성 교육에도 관심을 가졌는데, 그는 일본의 장래를 책임질 인재육성을 위해서는 교양있는 어머니가 자녀를 양육해야 한다고 주장하였다.
1889년 2월 12일 일본 제국 헌법이 선포된 날 니시노 분타로에게 단도로 옆구리를 찔려 다음날 사망했다. 니시노 분타로의 살해 동기는 모리 아리노리가 이세 신궁 방문 당시 불경하게 굴었기 때문이었다. 또한 니시노 분타로가 쓴 종이에는 '천황을 받드는 일본의 기초를 무너뜨리고 멸망시키려고 한다' 고 적혀있었다.

## 참고 문헌
- 서현섭 (1995). 《일본인과 에로스》. 고려원.